# Elesbão Pinto da Luz
Elesbão Pinto da Luz (Desterro, 27 de outubro de 1853 — Fortaleza de Santa Cruz de Anhatomirim, 16 de abril de 1894) foi um político brasileiro e um dos líderes da Revolução Federalista de 1893.
Filho do comendador João Pinto da Luz, estudou no Colégio Pedro II do Rio de Janeiro.
Consorciou-se com sua prima, Maria José da Luz, irmã do governador catarinense Hercílio Luz.
No entanto, opôs-se a seu primo e, contrariando a tradição de sua família, que por anos comandou o Partido Conservador em Santa Catarina, filiou-se ao Partido Liberal.
Distanciando-se ainda mais de Hercílio Luz, Elesbão tornou-se um dos líderes da Revolução Federalista.
Com a derrota do movimento, foi condenado à pena de morte, figurando entre os fuzilados da Fortaleza de Santa Cruz de Anhatomirim.
Irmão do almirante José Pinto da Luz que, juntamente com seu primo, o marechal Francisco Carlos da Luz, fez parte das forças legalistas que apoiaram Floriano Peixoto.